# Усманов, Тимурбек Бекмурадович
Тимурбек Усманов — узбекский физик, академик Академии наук Узбекистана.

## Биография
Родился 14 апреля 1942 года в Ташкенте.
После окончания Московского государственного университета (1967) — стажёр-исследователь в Институте ядерной физики Академии наук Узбекистана. После обучения в аспирантуре МГУ в 1972 году защитил кандидатскую диссертацию.
Трудовая деятельность:
- 1972—1974 старший научный сотрудник Института ядерной физики,
- 1974—1992 зав. лабораторией Института электроники (ныне — Институт ионно-плазменных и лазерных технологий),
- 1993—2002 первый заместитель председателя Комитета по науке и технике,
- 2002-2006 председатель экспертного совета по крупным научным проектам при Кабинете Министров,
- 1992—2006 директор, затем зав. лабораторией взаимодействия лазерного излучения с веществом НПО «Академприбор»
- с 2006 главный научный сотрудник и заведующий лабораторией Института ионно-плазменных и лазерных технологий Академии наук Узбекистана.

Доктор физико-математических наук (1987). В 2017 году избран действительным членом Академии наук Узбекистана.
Учёный в области лазерной физики и технологий, нелинейной оптики и спектроскопии.
Впервые в мире получил наиболее эффективные гармоники мощных лазерных излучений и высокого уровня параметрической генерации света. Разработанные на основе его исследований лазерные комплексы нашли широкое практическое применение.
Автор более 400 научных статей, 4 монографий, 16 патентов.
Лауреат Государственной премии СССР (1984) — за цикл работ «Высокоэффективное нелинейное преобразование частоты в кристаллах и создание перестраиваемых источников когерентного оптического излучения».
Награждён орденом «Фидокорона хизматлари учун».
Мастер спорта СССР по вольной борьбе.
Умер 23 декабря 2021 года.
Сочинения:
- Преобразование частоты лазерного излучения с предельной эффективностью / А.А. Гуламов, Э.А. Ибрагимов, В.И. Редкоречев, Т.Б. Усманов; АН УзССР, Ин-т электрон. им. У.А. Арифова. – Т.: Фан, 1990. – 145, [2] с.; 22 см.
- А. В. Беньков, А. В. Зиновьев, Т. Усманов, С. Т. Азизов, “Нетепловое свечение поверхности металла при лазерном возбуждении”, Квантовая электроника, 12:5 (1985),  977–986
- Э. Ф. Ибрагимов, Т. Усманов, “К теории генерации второй гармоники мощного лазерного излучения”, Докл. АН СССР, 261:4 (1981),  846–850
- Р. А. Ганеев, Т. Б. Усманов, “Нелинейно-оптические характеристики различных сред”, Квантовая электроника, 37:7 (2007), 605–622 [Quantum Electron., 37:7 (2007), 605–622]
- Limitation of second-harmonic generation of femtosecond Ti:sapphire laser pulses. Ildar A. Begishev, Mikhail Kalashnikov, Vladimir Karpov, Peter Nickles, Horst Schönnagel, Ilya A. Kulagin, and Timurbek Usmanov. Journal of the Optical Society of America B Vol. 21, Issue 2, pp. 318-322 (2004)